# Копман, Мартин
Мартин Копман (нидерл. Martin Koopman, 5 июня 1956 года, Везеп) — нидерландский футболист и тренер.

## Карьера
В качестве футболиста выступал на позиции полузащитника за команды «Гоу Эхед Иглз», «Твенте» и «Камбюр». В составе «Твенте» становился призером чемпионата страны. Вызывался в молодежную сборную Нидерландов.
Став тренером, Мартин Копман долгое время работал ассистентом во многих голландских командах. В 2000 году он непродолжительное время руководил конголезской «Витой». С 2002 по 2004 году входил в тренерский штаб соотечественника Герарда ван дер Лема в сборной Саудовской Аравии. В конце 2002 года он временно замещал его у руля национальной команды. Это произошло в финальном матче Кубка арабских наций, в котором аравийцы в дополнительное время победили Бахрейн (1:0). На решающую встречу Ван дер Лем не смог вывести команду из-за перенесенного сердечного приступа.
Затем Копман работал с рядом голландских и азиатских команд. С 2017 по 2019 год специалист возглавлял сборную Арубы и параллельно занимал в ней должность спортивного директора. 1 января 2020 года стал главным тренером сборной Мальдив.

## Достижения

### Футболиста
- Бронзовый призер чемпионата Нидерландов (3): 1987/88, 1988/89, 1989/90.

### Тренера
- Обладатель Кубка арабских наций (1): 2002.
- Победитель Первого дивизиона Нидерландов (1): 1998/99.